# První bitva na Marně
První bitva na Marně (též zázrak na Marně, 5.–12. září 1914) představovala klíčovou bitvu zahajovací fáze první světové války. Francouzsko-britské síly v ní zastavily postup německých vojsk směřujících na Paříž a přinutily je k částečnému ústupu. Bezprostředním následkem bylo zhroucení německé počáteční ofenzívy vedené podle upraveného Schlieffenova plánu a konec všech německých nadějí na rychlé ukončení konfliktu.